# Jugoslavija na Svetovnem prvenstvu v hokeju na ledu 1985
Jugoslavija je na Svetovnem prvenstvu v hokeju na ledu 1985 C, ki je potekalo med 14. in 23. marcem 1985 v Franciji, s šestimi zmagami in porazom osvojila dugo mesto mesto in se s tem uvrstila v skupino B svetovnega hokeja.

## Tekme
| 14. marec 1985 | Jugoslavija | 7–3 | Kitajska |  |

| Poročilo tekme | Poročilo tekme | Poročilo tekme | Poročilo tekme | Poročilo tekme |
| -------------- | -------------- | -------------- | -------------- | -------------- |
|                |                | (1:2,5:1,1:0)  |                |                |

| 15. marec 1985 | Jugoslavija | 5–2 | Romunija |  |

| Poročilo tekme | Poročilo tekme | Poročilo tekme | Poročilo tekme | Poročilo tekme |
| -------------- | -------------- | -------------- | -------------- | -------------- |
|                |                | (1:1,3:0,1:1)  |                |                |

| 17. marec 1985 | Jugoslavija | 4–3 | Danska |  |

| Poročilo tekme | Poročilo tekme | Poročilo tekme | Poročilo tekme | Poročilo tekme |
| -------------- | -------------- | -------------- | -------------- | -------------- |
|                |                | (1:1,1:2,2:0)  |                |                |

| 18. marec 1985 | Francija | 2–1 | Jugoslavija | Saint Gervais |

| Poročilo tekme | Poročilo tekme | Poročilo tekme | Poročilo tekme | Poročilo tekme |
| -------------- | -------------- | -------------- | -------------- | -------------- |
|                |                | (1:0,1:1,0:0)  |                |                |

| 20. marec 1985 | Jugoslavija | 4–0 | Bolgarija |  |

| Poročilo tekme | Poročilo tekme | Poročilo tekme | Poročilo tekme | Poročilo tekme |
| -------------- | -------------- | -------------- | -------------- | -------------- |
|                |                | (1:0,1:0,2:0)  |                |                |

| 22. marec 1985 | Jugoslavija | 7–1 | Španija |  |

| Poročilo tekme | Poročilo tekme | Poročilo tekme | Poročilo tekme | Poročilo tekme |
| -------------- | -------------- | -------------- | -------------- | -------------- |
|                |                | (3:0,3:0,1:1)  |                |                |

| 23. marec 1985 | Jugoslavija | 8–2 | Severna Koreja |  |

| Poročilo tekme | Poročilo tekme | Poročilo tekme | Poročilo tekme | Poročilo tekme |
| -------------- | -------------- | -------------- | -------------- | -------------- |
|                |                | (3:0,4:0,1:2)  |                |                |